# Babatunde Olatunji
Babatunde Olatunji (Ajido, Lagos, 7 de abril de 1927– Salinas, California, 6 de abril de 2003) fue un baterista y educador nigeriano de bop y jazz étnico, además de un activista social.

## Historial
Olatunji nació en el pueblo de Ajido, una pequeña localidad cerca de Badagry, en el Estado de Lagos, en el suroeste de Nigeria. Miembro de la etnia Yoruba, Olatunji se introdujo en la música tradicional africana desde niño. Emigró a los Estados Unidos de América en 1950.
Olatunji tuvo un gran éxito entre los músicos de jazz, creando una relación muy profunda con John Coltrane y el A&R de Columbia Records, John Hammond, quien le fichó en 1957. Con la ayuda de Coltrane, fundó el "Olatunji Center for African Culture", en Harlem. En 1959, Olatunji el primero de sus seis discos con Columbia, llamado Drums of Passion. Años más tarde, en 1969, la banda de rock Santana obtuvo un gran éxito con una versión de uno de los temas de este primer disco, "Jin-go-lo-ba". Drums of Passion se convirtió en un éxito y se reeditó varias veces, adoptando además la banda el nombre del disco en adelante. Entre los músicos que estuvieron en las grabaciones, se encuentran Clark Terry, Bill Lee, Horace Silver, Yusef Lateef, Sikiru Adepoju y Charles Lloyd.
Los siguientes discos fueron Drums of Passion: The Invocation (1988), Drums of Passion: The Beat (1989) (que incluyó a Airto Moreira y Carlos Santana), Love Drum Talk (1997), Circle of Drums (2005) (originalmente titulado Cosmic Rhythm Vibrations, con Muruga Booker y Sikiru Adepoju), y Olatunji Live at Starwood (2003 – grabado en 1997, durante el Starwood Festival) con Halim El-Dabh como invitado, que también colaboró en el álbum Peace Is The World Smiling: A Peace Anthology For Families (1993). 
Olatunji grabó junto a músicos como Cannonball Adderley (en su African Waltz (1961)), Horace Silver, Quincy Jones, Pee Wee Ellis, Stevie Wonder, Randy Weston, y con  Max Roach y Abbey Lincoln (Freedom Now Suite, también llamado We Insist), y con el antiguo miembro de Grateful Dead Mickey Hart, en su proyecto, ganador de un Grammy, Planet Drum. También aparece acreditado en el disco The Freewheelin' Bob Dylan. En 1973 obtuvo un cierto éxito mundial con su tema "Soul Makossa".
Como activista social recorrió el sur de los Estados Unidos acompañando a Martin Luther King y estuvo junto a él en la Marcha sobre Washington.

## Discografía

### Álbumes
- Drums of Passion (1959)
- Zungo! (1961)
- Flaming Drums (1962, Columbia Records CS8666)
- Olatunji
- Soul Makossa (1973, Paramount Records) (Single/EP)
- Dance to the Beat of My Drum (1986, Bellaphon)
- Drums of Passion: The Invocation (1988, Rykodisc)
- Drums of Passion: The Beat (1989, Rykodisc)
- Drums of Passion: Celebrate Freedom, Justice & Peace (1993, Olatunji Music)
- Drums of Passion and More (1994, Bear Family) Box Set
- Babatunde Olatunji, Healing Rhythms, Songs and Chants (1995, Olatunji Music)
- Love Drum Talk (1997, Chesky)
- Drums of Passion [Expanded] (2002)
- Olatunji Live at Starwood (2003) Grabado en vivo en el Starwood Festival, 1997
- Healing Session (2003, Narada)
- Circle of Drums (2005, Chesky)

### Videografía
- Olatunji and his Drums of Passion (Video) (1986 Video Arts International) Grabado en vivo en el Oakland Colisium 12/31/85
- Love Drum Talk (Video) (1998, CHE, TMS, Chesky)
- African Drumming (video docente) (2004, Interworld)
- Olatunji Live at Starwood (DVD) (2005, ACE) Grabado en vivo en el Starwood Festival, 1997

### Colaboraciones con otros músicos
- 1960: Uhuru Afrika - Randy Weston
- 1960: We Insist! – Freedom Now - Max Roach
- 1960: The Incredible Kai Winding Trombones - Kai Winding
- 1961: Common Ground - Herbie Mann
- 1961: African Waltz - Cannonball Adderley
- 1977: Silver 'n Percussion - Horace Silver
- 1977: Home in the Country - Pee Wee Ellis
- 1980: Connections - Richie Havens
- 1987: Taj - Taj Mahal
- 1988: The Other Side of This - Airto Moreira
- 1990: At the Edge – Mickey Hart (Rykodisc)
- 1991: Planet Drum – Mickey Hart (Rykodisc)
- 1991: Around the World for a Song (Rykodisc)
- 1991: Jungle Fever - Stevie Wonder
- 1993: Peace Is The World Smiling: A Peace Anthology For Families - Varios Artistas
- 1994: The Big Bang: In the Beginning Was a Drum
- 1994: The Best of Both Worlds: Rykodisc/Hannibal -  Recopilatorio de world music
- 1995: The Big Bang
- 1995: Dance of the Rainbow Serpent - Carlos Santana
- 1997: Jazz 'Round Midnight - Quincy Jones
- 1998: Selections from Mondo Beat
- 1998: New Visions: World Rhythms
- 1998: Mondo Beat: Masters of Percussion
- 1998: The Best of Santana - Carlos Santana
- 2000: The Rose That Grew from Concrete - 2Pac
- 2000: Club Africa, Vol. 2: Hard African Funk, Afro-Jazz, & Original Afro-Beat
- 2000: Afeni Shakur Discusses "The Rose That Grew from Concrete, Vol. 1"